# 小岭镇 (柞水县)
小岭镇，是中华人民共和国陕西省商洛市柞水县下辖的一个乡镇级行政单位。

## 行政区划
小岭镇下辖以下地区：
罗庄村、岭丰村、新华村、金米村、李砭村、常湾村和胡岭村。